# Chimerin 1
Chimerin 1（キメリン1、カイメリン1、CHN1、Chimaerin 1）は、ヒトのCHN1遺伝子にコードされているタンパク質である。α-1-chimerin、n-chimerinとしても知られている。
Chimerin 1はGTP結合タンパク質RACに特異的なGTPアーゼ活性化タンパク質である。主に脳で発現しており、シグナル伝達に関与していると考えられている。
この遺伝子はp21-RacのためのGTPアーゼ活性化タンパク質・ホルボールエステル受容体をコードしている。Chimerin 1は眼球運動軸索経路探索において重要な役割を果たしている。

## 機能
CHN1は、N末端のSH2ドメイン、C末端のRhoGAPドメイン、中央に位置するプロテインキナーゼCと類似したC1ドメインの3つのドメインからなるタンパク質である。脂質メッセンジャーであるジアシルグリセロール (DAG) がC1ドメインに結合する時、CHN1は細胞膜へ移行し、Rhoファミリー低分子量GTPアーゼRAC1およびCDC42を負に調節する。ゆえに、軸索樹状突起の末端を取り除くことによって軸索の形態学的変化が引き起こされる。
変異解析によって、RhoGAPドメインの重複していない残基がRAC1-結合およびRAC1-GAP活性に関与していることが示唆されている。脂質セカンドメッセンジャーDAGを模倣する天然化合物であるホルボールエステルによるCHN1のRhoGAP活性の制御は、治療のための薬剤設計の一つの可能性を提示している。

## 臨床的重要性
この遺伝子のヘテロ接合ミスセンス変異は、デュアン眼球後退症候群2 (DURS2) を引き起こす。